# Ланкастер, Джо
Джозеф Джералд Ланкастер (англ. Joseph Gerald Lancaster; 28 апреля 1926), более известный как Джо Ланкастер (англ. Joe Lancaster) — английский футболист, вратарь.

## Футбольная карьера
Уроженец Стокпорта, Ланкастер играл за молодёжную команду «Хитон Мерси». В мае 1949 года подписал с клубом «Манчестер Юнайтед» любительский контракт, а в январе 1950 года — профессиональный контракт. В основном составе «Юнайтед» дебютировал 14 января 1950 года в матче Первого дивизиона против «Челси» на стадионе «Олд Траффорд». Всего в сезоне 1949/50 провёл за команду 4 матча: два матча в лиге и два в Кубке Англии. Был только третьим вратарём после основного Джека Кромптона и запасного Сонни Фиана. В поисках игровой практики покинул «Юнайтед» в ноябре 1950 года, став игроком клуба «Аккрингтон Стэнли».
В составе «Аккрингтон Стэнли» провёл только один официальный матч в сезоне 1950/51. В дальнейшем играл за клуб Лиги графства Чешир «Нортуич Виктория».
В ноябре 2016 года 90-летний Ланкастер выступил на BBC Radio Manchester и был представлен как «старейший из ныне живущих» игроков «Манчестер Юнайтед».

## Статистика выступлений
| Клуб              | Сезон            | Лига | Лига | Кубок | Кубок | Итого | Итого |
| Клуб              | Сезон            | Игры | Голы | Игры  | Голы  | Игры  | Голы  |
| ----------------- | ---------------- | ---- | ---- | ----- | ----- | ----- | ----- |
| Манчестер Юнайтед | 1949/50          | 2    | 0    | 2     | 0     | 4     | 0     |
| Манчестер Юнайтед | Итого            | 2    | 0    | 2     | 0     | 4     | 0     |
| Аккрингтон Стэнли | 1950/51          | 1    | 0    | 0     | 0     | 1     | 0     |
| Аккрингтон Стэнли | Итого            | 1    | 0    | 0     | 0     | 1     | 0     |
| Всего за карьеру  | Всего за карьеру | 3    | 0    | 2     | 0     | 5     | 0     |